# Moraea cooperi
Moraea cooperi är en irisväxtart som beskrevs av John Gilbert Baker. Moraea cooperi ingår i släktet Moraea och familjen irisväxter. Inga underarter finns listade i Catalogue of Life.